# Рацівська сільська рада
Ра́цівська сільська́ ра́да — адміністративно-територіальна одиниця та орган місцевого самоврядування в Чигиринському районі Черкаської області. Адміністративний центр — село Рацеве.

## Загальні відомості
- Населення ради: 3 692 особи (станом на 2001 рік)

## Населені пункти
Сільській раді підпорядковані населені пункти:
- с. Рацеве
- с. Вітове

## Склад ради
Рада складається з 20 депутатів та голови.
- Голова ради: Пироженко Олександр Павлович
- Секретар ради: Шульженко Катерина Федорівна

### Керівний склад попередніх скликань
| Прізвище, ім'я, по батькові  | Основні відомості                                                                     | Дата обрання | Дата звільнення |
| ---------------------------- | ------------------------------------------------------------------------------------- | ------------ | --------------- |
| Пироженко Олександр Павлович | Сільський голова, 1958 року народження, освіта вища, член Української Народної Партії | 26.03.2006   | 31.10.2010      |
| Пироженко Олександр Павлович | Сільський голова, 1958 року народження, освіта вища, член Партії регіонів             | 31.10.2010   |                 |

Примітка: таблиця складена за даними сайту Верховної Ради України

### Депутати
За результатами місцевих виборів 2010 року депутатами ради стали:

#### За суб'єктами висування
| Суб'єкт висування           | Кількість обраних депутатів | %  |
| --------------------------- | --------------------------- | -- |
| Самовисування               | 18                          | 90 |
| Комуністична партія України | 1                           | 5  |
| Народна партія              | 1                           | 5  |

#### За округами
| № округу                    | Прізвище, ім'я, по батькові      | Дата визнання обраним | Освіта  | Партійна приналежність | Відомості про обраного депутата                      |
| --------------------------- | -------------------------------- | --------------------- | ------- | ---------------------- | ---------------------------------------------------- |
| Комуністична партія України |                                  |                       |         |                        |                                                      |
| 5                           | Данда Катерина Григорівна        | 05.11.2010            | вища    | позапартійна           | пенсіонер                                            |
| Народна Партія              |                                  |                       |         |                        |                                                      |
| 13                          | Данда Єфрем Єфремович            | 05.11.2010            | вища    | член Народної партії   | Чигиринський завод продтоварів, бригадир             |
| Самовисування               |                                  |                       |         |                        |                                                      |
| 1                           | Шульженко Катерина Федорівна     | 05.11.2010            | вища    | член Партії регіонів   | Рацівська сільська рада, секретар                    |
| 2                           | Сотуленко Олег Миколайович       | 05.11.2010            | вища    | член Партії регіонів   | приватний підприємець                                |
| 3                           | Наливайко Наталія Григорівна     | 05.11.2010            | вища    | член Партії регіонів   | Рацівська амбулаторія, завідувач господарством       |
| 4                           | Кобиляцька Надія Григорівна      | 05.11.2010            | вища    | член Партії регіонів   | СТОВ «ЧАК», бухгалтер                                |
| 6                           | Панченко Тамара Іванівна         | 05.11.2010            | вища    | член Партії регіонів   | Рацівський НВК, вчитель                              |
| 7                           | Галаган Василь Петрович          | 05.11.2010            | вища    | член Партії регіонів   | СТОВ «ЧАК», інженер                                  |
| 8                           | Кобиляцька Людмила Володимирівна | 05.11.2010            | вища    | член Партії регіонів   | приватний підприємець                                |
| 9                           | Гненна Людмила Сергіївна         | 05.11.2010            | вища    | член Партії регіонів   | СТОВ «ЧАК», землевпорядник                           |
| 10                          | Демчук Галина Іванівна           | 05.11.2010            | вища    | член Партії регіонів   | Рацівський НВК, директор                             |
| 11                          | Приходько Наталія Яківна         | 05.11.2010            | вища    | член Партії регіонів   | Рацівський НВК, завуч                                |
| 12                          | Галаган Валентина Іванівна       | 05.11.2010            | вища    | член Партії регіонів   | Рацівська сільська рада, головний бухгалтер          |
| 14                          | Олійник Віра Іванівна            | 05.11.2010            | вища    | член Партії регіонів   | Рацівський АЗП, старша медсестра                     |
| 15                          | Магда Григорій Васильович        | 05.11.2010            | середня | член Партії регіонів   | СТОВ «ЧАК», бригадир                                 |
| 16                          | Возвишаєв Микола Олександрович   | 05.11.2010            | вища    | член Партії регіонів   | Вітівський НВК, заступник директора                  |
| 17                          | Чуєнко Олександр Петрович        | 05.11.2010            | вища    | член Партії регіонів   | Чигиринська РДА, начальник відділу соціальної роботи |
| 18                          | Лаптєва Наталія Василівна        | 05.11.2010            | середня | член Партії регіонів   | приватний підприємець                                |
| 19                          | Собко Таїсія Василівна           | 05.11.2010            | вища    | член Партії регіонів   | Вітівський НВК, вчитель                              |
| 20                          | Громова Крістіна Ігорівна        | 05.11.2010            | вища    | член Партії регіонів   | тимчасово не працює                                  |